# 走塁妨害
走塁妨害（そうるいぼうがい）とは、野球で、走者が野手に走塁を妨害されたことによって適用されるルールである。英語ではObstructionといい、日本でも審判員が「オブストラクション」と宣告することがある。

## 概要
野手は、「ボールを持って走者をアウトにしようとする」ときや「打球や送球を処理する」ときを除いて、走者のために走路を譲らなければならない。走路を譲らなかったために走塁を妨げると、走塁妨害となる。ここで「打球や送球を処理する」とは、打球や送球が野手に向かってきていて、これを捕球しようとするための動作、もしくはボールをつかんで送球し終わるまでの動作をいう。したがって、例えば、内野ゴロに野手が飛びついたが結局捕ることができず、そのまま横たわっている状態で走者の走塁を遅れさせた場合には走塁妨害となる。
野手が打球を処理しているときは野手の守備が優先であり、走者が野手を避けなければならない。このような場合に野手と走者が接触したときは、故意と偶然とに関わらず、原則として走者の守備妨害となる。
野手が投げた送球が故意ではなく誤って走者に当たった場合はボールインプレイであり、走塁妨害・守備妨害のいずれにもあたらない。
また、「打者がバスターで一塁手がバント処理しようとしたら、打者がヒッティングに変えて打ちに行った結果、打った球が一塁手に当たって転倒した」のようなケースで走塁を妨げた場合は不可抗力とみなされる。

## 適用条件
走塁妨害は野手と走者の接触を条件とするものではなく、「野手が走塁を妨害した」と審判員が判断すれば走塁妨害を適用する。

例えば：
- 走者の走路上にボール処理に無関係の野手が立っていたので、迂回して進塁した。
- 長打性の打球で打者走者が一塁を通過する際、一塁手がベース内側隅に立っていたため、これをよけて二塁に向かった。

こういったケースでも、これを審判員が「走塁妨害であり走者が不利益をこうむった」と判断すれば走塁妨害が宣告される。
最終回の裏、満塁で打者が四球を得て、押し出された三塁走者の得点が決勝点（サヨナラゲーム）となる場合で、観衆がフィールドになだれ込み、三塁走者が本塁を踏むことや打者が一塁を踏むことを肉体的に妨害した際には、観衆による走塁妨害としてそれぞれの得点や進塁を認める。

## 処置
走塁妨害は、走塁を妨害された走者に対してプレイが行われているときと、そうでないときで処置が異なる。

### 走塁を妨害された走者に対してプレイが行われていたとき
この場合を（１）という。走者が一塁にいるときに打者が三塁ゴロを打ち、一塁走者が二塁に進塁しようとしたときに二塁手と接触して転倒した場合や、ランダウンプレイ（挟殺プレイ）のときにボールを持っていない野手が走者の進路をふさいでしまった場合、外野からの返球を待っていてまだボールを持っていない捕手が本塁の前に出てきて三塁からの走者の走塁を妨げた場合などがこれにあたる。
走塁を妨害された走者に対してプレイが行われていたときには、審判員は直ちに両手を高く広げて（ファウルボールと同じジェスチャー）「走塁妨害（またはオブストラクション）」と宣告し、ボールデッドにする。塁上にいる走者は、妨害がなければ進むことができたであろうと審判員が判断した塁まで進む。このとき、走塁を妨害された走者には少なくとも1個の進塁が認められ、この走者が進塁するために塁を明け渡さなければならなくなった前の走者は、先の塁に押し出される。
例えば、三塁・本塁間で三塁走者が挟まれたとき、野手が本塁から三塁に帰ろうとしている三塁走者に接触した場合、審判員が妨害であると判断すれば「走塁妨害」を宣告し、三塁走者に本塁を与える。これは、走塁を妨害された走者には少なくとも1個の進塁が認められるためで、妨害を受けたときの走者の進行方向は関係しない。

### 走塁を妨害された走者に対してプレイが行われていないとき
この場合を（２）という。
走塁を妨害された走者に対してプレイが行われていないときは、審判員は妨害をした野手を指差して「走塁妨害（またはオブストラクション）」を宣告するが、プレイは成り行きのまま継続する。このとき、審判員はこの走塁妨害がなければ走者はどの塁まで到達できるかを判断する。全てのプレイが終わったところで審判員は「タイム」を宣告し、必要に応じて、妨害によって受けた走者の不利を取り除くように処置をする。
例えば、走者が一塁で、打者がレフト線を破る二塁打を打ったときに一塁走者が走路に立っていた二塁手と接触して転倒した。審判員は二塁手を指差して「走塁妨害」を宣告し、プレイの成り行きを見守る。妨害された一塁走者は、左翼手からの返球により本塁でアウトになった。この場合、審判員はこの二塁打で、妨害がなければ一塁走者はどこまで進塁できたかを判断する。本塁まで到達できていたと見れば、アウトは無効になり、得点が認められる。しかし、三塁までしか進塁できなかったと見れば、走塁妨害によって認められる塁は三塁までとなり、本塁でのアウトは有効である。

## クロスプレイの判定
走塁妨害の適用は、塁上でのクロスプレイにおいては審判員に高度な判定技術が要求される。とりわけ本塁上のクロスプレイは得点に直結するため、激しいプレイが起こりやすい。捕手が走者へ触球するまでの行為が、正当な守備行為か走塁妨害に該当するかを見極める判定技術は極めて高度である。
日本のアマチュア野球ではアマチュア野球内規を設けており、2008年、「オブストラクションの厳格適用」という項目を定めた。この中では、捕手または野手が、あらかじめ塁線上およびその延長線上の塁上に位置して（足または脚を置いて）送球を待つことを禁止し、違反した場合は厳格に走塁妨害を適用することとしている。さらに日本高等学校野球連盟では高校野球特別規則を定め、その中で走塁妨害に独自の解釈を採用して球の不保持時の捕手の立ち位置を規定している。
これらは、厳格に適用することで主として選手の怪我の防止を図っている。